# Valentin Rosier
Valentin Rosier (* 19. August 1996 in Montauban) ist ein französischer Fußballspieler, der bei CD Leganés unter Vertrag steht. Er ist außerdem ehemaliger französischer Juniorennationalspieler.

## Karriere

### Verein
Valentin Rosier verbrachte seine Jugendzeit bei verschiedenen Mannschaften, u. a. beim FC Toulouse, bevor er sich im Sommer 2012 der Jugend des AF Rodez anschloss. In der Saison 2015/16 wurde er in die erste Mannschaft des Viertligisten befördert und kam in dieser Spielzeit zu 26 Ligaeinsätzen. Zur Spielzeit 2016/17 wechselte er in die höchste französische Spielklasse zum FCO Dijon. Sein Debüt für die erste Mannschaft bestritt er am 30. April 2017 beim 0:0-Unentschieden gegen Girondins Bordeaux. In der folgenden Saison 2017/18 etablierte er sich bereits in der Startformation der Les Rouges und kam auf 36 Ligaeinsätze. Diese bestritt er auf beiden Seiten in der Außenverteidigung. Diesen Status behielt er auch in der folgenden Spielzeit 2018/19 bei, bis er aufgrund von Verletzungen in der Rückrunde nur noch zu einem einzigen Kurzeinsatz kam.
Zur Saison 2019/20 wechselte er zum portugiesischen Erstligisten Sporting Lissabon, wo er einen Fünfjahresvertrag unterzeichnete. Sein Debüt gab er am 15. September 2019 (5. Spieltag) beim 1:1-Unentschieden gegen Boavista Porto. In dieser Spielzeit bestritt er neun Ligaspiele.
Am 2. Oktober 2020 wechselte Rosier auf Leihbasis für die gesamte Saison 2020/21 zum türkischen Erstligisten Beşiktaş Istanbul. Mit diesem gewann er das Double aus Meisterschaft und Pokal als Stammspieler.
Ende Juli 2021 wurde er von Beşiktaş fest verpflichtet.
Im Januar 2024 wechselte er leihweise mit Kaufoption zu OGC Nizza.
Zur Saison 2024/25 wechselte Rosier zum spanischen Erstligisten CD Leganés.

### Nationalmannschaft
In der französischen U-21-Nationalmannschaft debütierte Valentin Rosier am 23. März 2018 beim 3:0-Auswärtssieg in der Qualifikation zur U-21-Europameisterschaft gegen Kasachstan.

## Erfolge
- Türkischer Meister 2020/21 (Beşiktaş Istanbul)
- Türkischer Pokalsieger 2020/21 (Beşiktaş Istanbul)
- Türkischer Supercupsieger 2021/22 (Beşiktaş Istanbul)